# حمية زمنية
حمية زمنية (بالإنجليزية: Chrono Diet)‏ وهي مجال من مجالات علوم التغذية سعى إلى تطوير فهم كيفية تأثير وقت تناول الطعام على صحتنا . حيث أنها استندت إلى العلاقة بين أنماط الأكل الزمنية والإيقاعات الحيوية والصحة الأيضية.
الإيقاعات الحيوية هي دورات حيوية يومية توافق علم وظائف الأعضاء والسلوك مع العالم الزمني. تدرس الحمية الزمنية كيف يمكن أن يؤثر توقيت تناول الطعام على الإيقاعات الحيوية والعمليات الأيضية مثل أيض الجلوكوز والدهون وحساسية الأنسولين وإنفاق الطاقة والأيض بعد تناول الطعام .

## نظرة عامة
تعود أصول الحمية الزمنية إلى العقود الأخيرة، طورَّها طبيب التغذية الفرنسي آلان ديلابوس عام 1986. استنادًا إلى مفهوم الساعة البيولوجية الداخلية للجسم، قام ديلابوس بتطوير الحمية الزمنية للمساعدة في تعزيز الهضم وتحسين مستويات الطاقة وإدارة الوزن.

## مبادئ الحمية الزمنية
تقوم الحمية الزمنية على مبادئ أساسية تشمل:
- توقيت الوجبات: يوصى بتناول الطعام في أوقات محددة من اليوم وفقًا لدورة الأيض الحيوية للجسم. على سبيل المثال، يُنصَح بتناول البروتينات في وجبة الإفطار، والكربوهيدرات في وجبة الغداء، ومنتجات الألبان في وجبة العشاء.
- الاستماع للجوع والشبع: يشجع النظام على الاستماع إلى إشارات الجوع والشبع وتناول الطعام بوعي. يجب تناول الوجبات فقط عندما تكون الجوع حقيقيًا وتتوقف عن تناول الطعام عندما تشعر بالشبع.
- تناول وجبات متوازنة: ينصح بتناول وجبات متوازنة تحتوي على مجموعة متنوعة من الأطعمة الصحية والمغذية. يُفضَل تناول الأطعمة الطبيعية والنقية مثل الفواكه والخضروات والمكسرات والبذور والحبوب الكاملة.
- تجنب الوجبات الخفيفة: ينصح بتجنب تناول الوجبات الخفيفة بين الوجبات الرئيسية لتحقيق توازن أفضل في توقيت وكمية الطعام المستهلك.

## تأثير الحمية الزمنية
التأثيرات المحتملة للحمية الزمنية على جسم الإنسان تشمل :
- التحكم في الوزن؛ إحدى أهداف الحمية الزمنية تنظيم عمليات الأيض في الجسم وتحفيز إنقاص الوزن من خلال التحكم بكميات وأوقات تناول الطعام، حيث تناول طعام صحي معين في أوقات محددة يحسن من عمليات الهضم والأيض في الجسم مما يساعد في التحكم بالوزن.
- التحسين من الهضم والجهاز الهضمي؛ أظهرت التجارب أن تناول الطعام الصحيح في الوقت الملائم يحسن من الهضم ويقلل من المشاكل في الجهاز الهضمي، كما أنه يحسن من امتصاص المغذيات ويقلل من عدم الارتياح بعد الوجبات.
- زيادة طاقة الجسم، عند الالتزام بالطعام الصحي بالوقت المناسب يشعر الجسم بالطاقة الجيدة خلال اليوم، ويقي الجسم من تراجع الطاقة الذي قد يسببه تقليل الطعام فيشعر بالحيوية والنشاط.
- تنظيم الهرمونات؛ التغذية الزمنية تتضمن الكميات المناسبة من البروتين والكاربوهيدرات وبذلك يساعد الجسم على تنظيم مستويات الهرمونات بشكل أفضل.
- نوم أفضل؛ الابتعاد عن الوجبات الدسمة والثقيلة جدًا خصوصًا في فترة المساء يساعد على تحسين كفاءة النوم.
- المساعدة على التحكم في السكري ومقاومة الأنسولين.
- تحسين المؤشرات القلبية الوعائية.
- التأثير إيجابيًا على الساعة البيولوجية.

## تحديات عند اتباع الحمية الزمنية
هناك بعض التحديات التي قد يشعر بها من يلتزم بمبادئ الحمية الزمنية مثل:
- الجوع والرغبة الشديدة في الأكل خصوصًا في الفترة الأولى من الالتزام.
- التقيد في الوقت قد يؤثر على الحالة المزاجية.
- التعارض مع أوقات تناول الطعام العائلية أو الاجتماعات؛ قد يؤثر ذلك على العوامل الاجتماعية.
- الحالات الطبية؛ قد تتعارض أوقات الطعام مع أوقات الأدوية خصوصًا بحالة حاجة الأدوية لتناول الطعام قبلها أو بعدها، فيجب تنظيم أوقات الطعام بما يناسب الأدوية أو اختيار نظام مناسب للحالة.